# دولت اودیشا

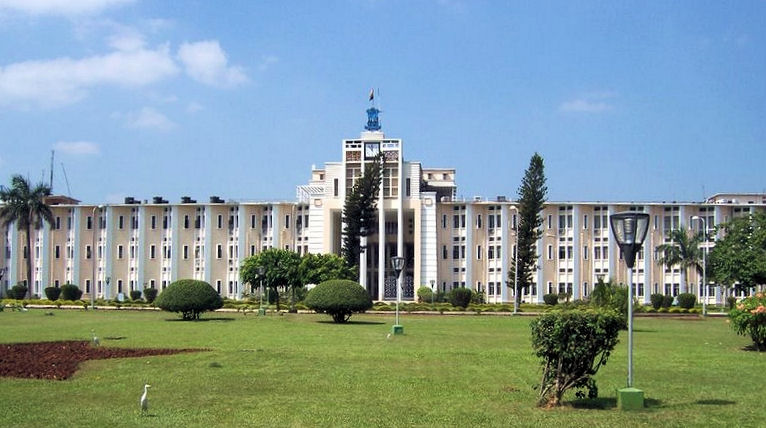
دبیرخانه اودیسا، بوبانسوار.

دولت اودیشا و ۳۰ ناحیه آن متشکل از یک قوه مجریه به رهبری فرماندار اودیشا، یک قوه قضاییه و یک قوه مقننه است.
مانند دیگر ایالات هند، رئیس دولت ایالت اودیسا، فرماندار است. فرماندار توسط رئیس‌جمهور هند به توصیه دولت مرکزی منصوب می‌شود و سِمَت آنها عمدتاً تشریفاتی است. رئیس دولت، اکثر اختیارات اجرایی را در این ایالت در اختیار دارد. شهر بوبانسوار پایتخت منطقه اودیسا است و ویدان سبها (مجلس قانونگذاری) و دبیرخانه را در خود جای داده است. دادگاه عالی اودیسا، واقع در کاتک، صلاحیت رسیدگی به شکایات کل این ایالت را دارد.
مجلس قانونگذاری کنونی اودیسا تک مجلسی است و متشکل از ۱۴۷ عضو مجلس قانونگذاری (MLA) است. مدت نمایندگی در این مجلس ۵ سال است، مگر اینکه زودتر از موعد منحل شود.
ایالت اودیسا در مجلس مرکزی دارای ۲۱ نماینده پارلمان در لوک سبها و ۱۰ عضو پارلمان در راجیا سبها است. بر اساس قانون، ۲۱ حوزه انتخابیه درون لوک سبها وجود دارد که نامزدها در انتخابات عمومی به لوک سبها انتخاب می‌شوند. نمایندگان راجیا سبها توسط عضو مجلس قانونگذاری از طریق احزاب سیاسی مادر خود انتخاب و/یا نامزد می‌شوند.

## شورای وزیران
در ۱۲ ژوئن ۲۰۲۴، نخست‌وزیر موهان چاران ماجی به همراه دو معاون وزیر، ۸ وزیر کابینه و ۵ وزیر دولت با مسئولیت‌های مستقل در جاناتا میدان، بوبانشوار سوگند یاد کردند. والی راغوبر داس سوگند آنها را ادا کرد. نخست‌وزیر نارندرا مودی، وزیر کشور آمیت شاه، وزیر دفاع راجنات سینگ و وزیران ارشد ۱۰ ایالت تحت حاکمیت BJP در این آیین حضور داشتند.

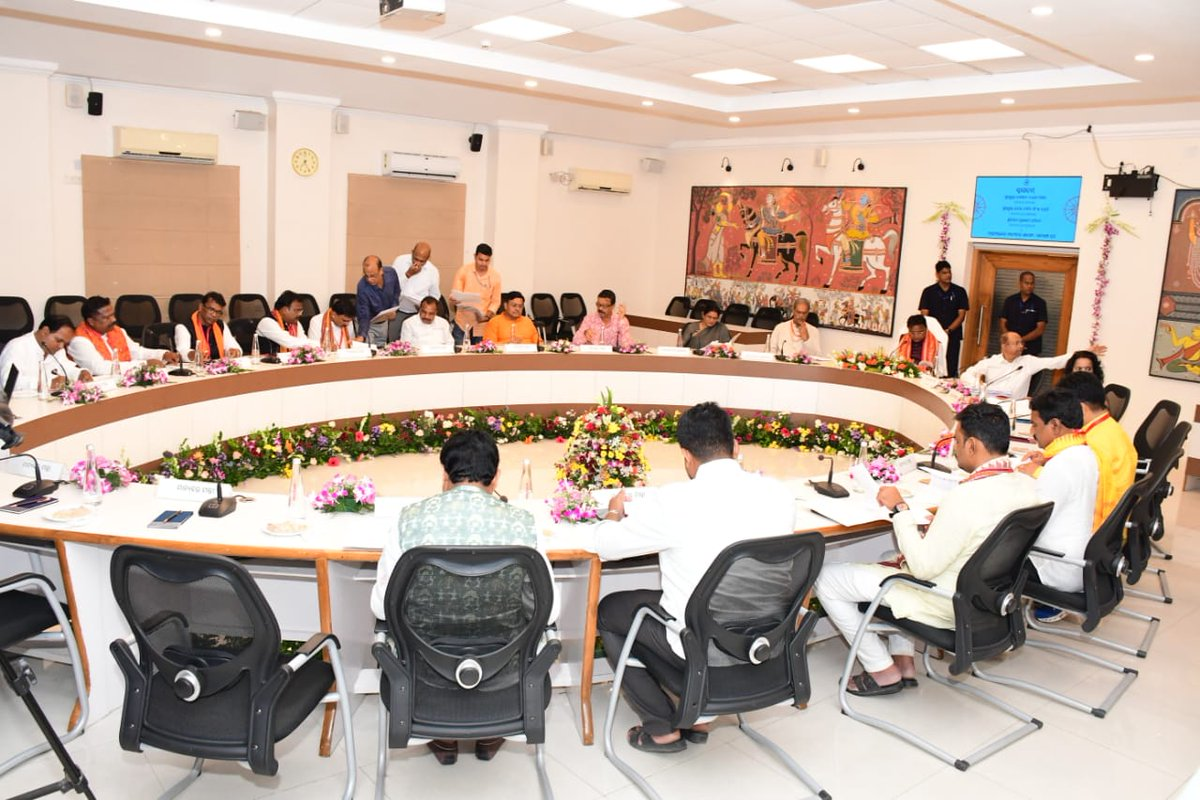
نخستین نشست کابینه برگزیده در سال ۲۰۲۴